# Sunitha Rao
Sunitha Rao (* 27. Oktober 1985 in Jersey City) ist eine ehemalige indisch-US-amerikanische Tennisspielerin und Immobilieninvestorin.

## Tennis-Karriere
Rao begann mit vier Jahren das Tennisspielen und bevorzugt Hartplätze. Mit 14 Jahren wurde sie im Jahr 2000 Profi und spielte bis 2009 vorrangig auf der ITF Women’s World Tennis Tour, wo sie acht Turniersiege im Doppel erreichen konnte und der WTA Tour, wo ihr aber kein Turniersieg gelang.
2001 startete sie zum Jahresbeginn bei ihrem ersten Grand-Slam-Turnier, den Australian Open. Im Juniorinneneinzel erreichte sie das Halbfinale und im Juniorinnendoppel mit Partnerin Tanner Cochran das Viertelfinale. Bei den US Open erhielt sie dann eine Wildcard für die Qualifikation zum Hauptfeld im Dameneinzel, wo sie aber bereits in der ersten Runde gegen Claudine Schaul mit 2:6 und 2:6 verlor.
2002 erreichte sie bei den Australian Open das Achtelfinale im Juniorinneneinzel, wohingegen sie im Juniorinnendoppel mit Partnerin Nicole Pitts bereits in der ersten Runde ausschied. Bei den US Open erhielt sie abermals eine Wildcard für die Qualifikation zum Hauptfeld im Dameneinzel, wo sie mit einem Sieg über Akiko Morigami in die zweite Runde kam, wo sie dann aber gegen Nina Dübbers verlor.
2003 bis 2008 trat sie bei diversen Turnieren der ITF und WTA an und erreichte im Mai mit Platz 108 die beste Platzierung in der Doppel-Weltrangliste und im Juli mit Platz 144 in der Einzelweltrangliste.
2007 und 2008 wurde sie in acht Begegnungen für die Indische Fed-Cup-Mannschaft eingesetzt und spielte insgesamt 11 Matches, davon sechs Einzel und fünf Doppel, wovon sie zwei Einzel und drei Doppel gewann.
2008 spielte sie in der 2. Tennis-Bundesliga für den TC Radolfzell und stieg mit der Mannschaft in die 1. Tennis-Bundesliga auf, wo sie 2009 wiederum für Radolfzell antrat. Im selben Jahr trat sie zusammen mit Sania Mirza für Indien bei den Olympischen Sommerspielen im Damendoppel an, wo die beiden kampflos das Achtelfinale erreichten, dann aber gegen Swetlana Kusnezowa und Dinara Safina verloren.

## Turniersiege

### Doppel
| Nr. | Datum             | Turnier         | Kategorie   | Belag     | Partnerin           | Finalgegnerinnen                         | Ergebnis       |
| --- | ----------------- | --------------- | ----------- | --------- | ------------------- | ---------------------------------------- | -------------- |
| 1.  | 14. November 2004 | Port Pirie      | ITF $25.000 | Hartplatz | Casey Dellacqua     | Daniella Dominikovic Evie Dominikovic    | 4:6, 6:3, 7:66 |
| 2.  | 12. November 2005 | Port Pirie      | ITF $25.000 | Hartplatz | Gréta Arn           | Monique Adamczak Christina Horiatopoulos | 6:4, 3:6, 6:2  |
| 3.  | 26. November 2005 | Mount Gambier   | ITF $25.000 | Hartplatz | Ryoko Fuda          | Gréta Arn Anastasia Rodionova            | 6:1, Aufgabe   |
| 4.  | 6. Mai 2006       | Charlottesville | ITF $50.000 | Sand      | Marie-Ève Pelletier | Maria Fernanda Alves Lilia Osterloh      | 6:76, 6:2, 6:3 |
| 5.  | 15. Oktober 2006  | Melbourne       | ITF $25.000 | Hartplatz | Casey Dellacqua     | Daniella Dominikovic Evie Dominikovic    | 6:3, 6:2       |
| 6.  | 2. Juni 2007      | Carson          | ITF $50.000 | Hartplatz | Kim Grant           | Angela Haynes Lindsay Lee-Waters         | 6:4, 6:4       |
| 7.  | 16. Juni 2007     | Allentown       | ITF $25.000 | Hartplatz | Ryoko Fuda          | Angela Haynes Lindsay Lee-Waters         | 6:73, 6:4, 6:1 |
| 8.  | 10. Mai 2008      | Zagreb          | ITF $75.000 | Sand      | Melinda Czink       | Stéphanie Foretz Jelena Kostanić Tošić   | 6:4, 6:2       |

## Karriere als Immobilien-Investorin
Im Alter von 23 und nach neun Jahren Tennis-Karriere ging Sunitha Rao zurück an die Universität und hat einen Bachelor-Abschluss in Wirtschaft und Finanzen am Babson College und einen MBA an der Villanova University erworben. Sie gründete ihr eigenes Immobilienunternehmen Griffiths Property Group. Sie setzt vor allem auf langfristige Investments in der Immobilienwirtschaft, um ein möglichst umfangreiches Passives Einkommen zu generieren. Sunitha Rao zog von Boston nach Indianapolis, in dessen Umgebung sie ihre Immobilien erworben hat und betreut.

## Persönliches
Sunitha ist die Tochter von Manohar und Savithri Rao. Ihr Privatvermögen wird mittlerweile auf mindestens 15 Millionen US-Dollar geschätzt.